# Michael Spears
Pour les articles homonymes, voir Spears.
Michael Spears est un acteur américain, né le 28 décembre 1977  dans le Dakota du Sud (États-Unis).

## Filmographie
- 1990 : Danse avec les loups (Dances with Wolves) : Loutre (Otter en V.O.)
- 1992 : The Broken Cord (TV) : Adam, as a boy
- 1993 : La Chaîne brisée (The Broken Chain) (TV) : Young Lohaheo
- 1994 : La Femme Lakota (Lakota Woman: Siege at Wounded Knee) (TV) : Stat Man
- 2002 : Skins : Mr. Green Laces
- 2002 : Seeing: Homecoming : Cooley
- 2005 : Into the West (feuilleton TV) : Dog Star
- 2007 : Imprint (en)
- 2009 : Retour à Legend City (vidéo)
- 2011 : Cavale aux portes de l'enfer (The Legend of Hell's Gate: An American Conspiracy)
- 2011 : Yellow Rock
- 2012 : 16-Love
- 2012 : Longmire (série télévisée)
- 2012 : Guns, Girls and Gambling (Des belles, des balles et des brutes)
- 2013 : Winter in the Blood (en)
- 2014 : Angels in Stardust (en)
- 2014 : The Activist
- 2017 : La Balade de Lefty Brown (The Ballad of Lefty Brown) de Jared Moshé : Biscuit